# Hompesche Molen

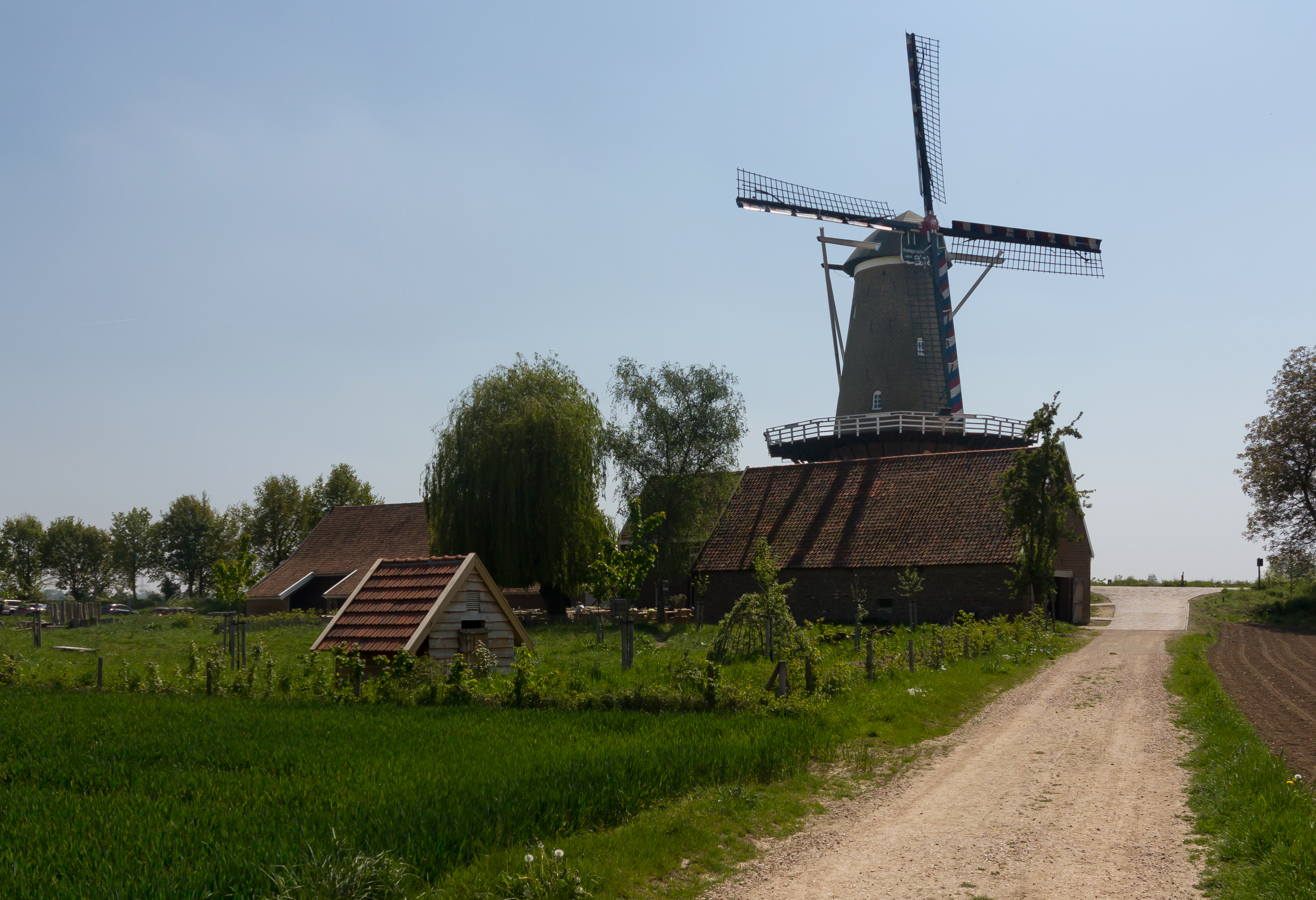
De Hompesche Molen met tegenlicht

De Hompesche Molen is een achttiende-eeuwse stellingmolen op het Eiland in de Maas, tussen Stevensweert en Ohé en Laak en vlak bij de Maasplassen. De molen is tot aan de bovenste wiek bijna 37 meter hoog en daarmee de hoogste van Limburg.

## Geschiedenis
Vanaf 1719 was de heerlijkheid Stevensweert in handen van graaf Reinier Vincent van Hompesch. Deze wilde een eigen banmolen, waarin de bewoners van Stevensweert (en het destijds bijbehorende dorp Ohé) verplicht waren hun granen te malen, zodat de graaf een deel van de opbrengsten kon opeisen. Er was reeds een molen aanwezig, maar deze was militair bezit. De nieuwe molen werd tussen 1721 en 1722 gebouwd.
In een bijgebouwtje bij de molen of onder in de molen bevond zich een ruimte die als gevangenis (cachot) kon worden ingericht.
Tijdens de Tweede Wereldoorlog liep de molen dusdanig zware schade op dat deze niet meer kon functioneren. Tussen 1948 en 1949 werd de molen gerestaureerd. Doordat de toenmalige molenaar zich later op een andere bedrijfstak ging richten raakte de molen wederom in onbruik en in slechtere toestand, waardoor tussen 1975 en 1977 opnieuw een renovatie volgde. Daarna is er nog jarenlang door een vrijwillige molenaar tarwe en gerst gemalen voor gebruik als veevoer.
Het bijzondere van de molengebouwen is dat bij reparaties in het verleden molendelen gebruikt zijn in onder andere de schuur en bijgebouwen.
Goed zichtbaar is nog een houten roede in het dak van de aangrenzende schuur.
Ook bijzonder goed zichtbaar is de oorspronkelijke wijze waarop met stropoppen het dak winddicht gemaakt werd.
Van 2005 tot 2013 is er in de bijgebouwen en molenaarshuis naast de molenromp een bezoekerscentrum van de Panheelgroep en Stichting Ark geweest. Vanaf 2009 is in het aan de molen grenzende molenaarshuis een brasserie gevestigd. In 2014 werd de molen eigendom van de Vereniging Natuurmonumenten. In 2015 wordt de molen gerestaureerd en toegankelijk gemaakt voor publiek. Tevens wordt er een informatiepunt van Natuurmonumenten gevestigd als onderdeel van Rivierpark Maasvallei.

## Informatie
De molen telt acht verdiepingen, in molentermen zolders genaamd, inclusief het souterrain dat vroeger ook wel als gevangenis werd gebruikt. Het bouwwerk is geheel opgetrokken uit baksteen en is rond gevormd. Sinds eind 2011 is de molen 's avonds en gedurende de hele nacht blauw/paars verlicht, waardoor deze van veraf te bezichtigen is.
Het deel waar de molenaar werkt heet meelzolder. Vanaf de meelpijp stond hij vlak bij de deur naar de stelling. Op de stelling legt hij zeilen voor en zet de molen in de wind. De molen is uitgerust met fokwieken waarop de molen al aardig kan malen. Bij weinig wind legt de molenaar zeilen voor. Boven in de molen is de kapzolder, daaronder de luizolder, de graanzolder en steenzolder, de plek waar de molenstenen liggen. In de molen tussen de begaande grond en de meelzolder staat een buil opgesteld. Enkele jaren geleden zijn de oorspronkelijk uitgesleten traptreden verwijderd. Door het slijtagepatroon te volgen kon je goed de loop van de molenaar zien.